# ほろ酔いりりぴ
『ほろ酔いりりぴ』（ほろよいりりぴ）は、CS放送局・エンタ!959で放送されていたバラエティ番組。

## 番組概要
モデル、AV女優の七ツ森りりがひとつの街をテーマに飲み歩き、ひとり語りを行うトークバラエティ番組。テーマは「せんべろ」で複数店舗をめぐる形をとる。新型コロナウイルス拡大防止の観点もあり、最小限のスタッフでロケ撮影しており、七ツ森の手持ちカメラでの撮影も多用されていた。
また前述の観点やスケジュール都合もあり、訪れる店舗には原則アポイントを取ったうえで訪問しており、繁忙時間の夜間を避けロケ撮影をしていた。
新型コロナウイルス感染拡大防止のため、第4回以降はスタジオ収録でのオンライン飲み会形式に移行しており、当初の企画が遂行できないこともあり、第8回で最終回となった。

## 出演者
- 七ツ森りり

## 放送リスト
| 放送回 | 初回放送日     | 主な内容                   | ゲスト   | 備考              |
| ------ | -------------- | -------------------------- | -------- | ----------------- |
| #1     | 2020年 12月2日 | 神田はしご酒・前編。       |          |                   |
| #2     | 2021年 1月2日  | 神田はしご酒・後編。       |          |                   |
| #3     | 2月3日         | 新橋はしご酒女子会         | 潮美舞   |                   |
| #4     | 3月3日         | スタジオでオンライン飲み会 | 槙いずな | 2021年2月11日配信 |
| #5     | 4月3日         | オンライン飲み会後編       | 槙いずな |                   |
| #6     | 5月5日         | オンライン飲み会           | 槙いずな |                   |
| #7     | 6月2日         | オンライン飲み会・前編     | 小倉由菜 | 2021年4月17日配信 |
| #8     | 7月3日         | オンライン飲み会・後編     | 小倉由菜 |                   |

## スタッフ
- 製作協力：ティーパワーズ
- 制作著作：ノーマンスリー